# Garfunkel and Oates
Garfunkel and Oates es un dúo musical cómico estadounidense proveniente de Los Ángeles, California. Está conformado por las actrices y compositoras Riki Lindhome y Kate Micucci. El nombre de la agrupación deriva de los dúos Simon and Garfunkel y Hall & Oates.

## Historia
Garfunkel and Oates se formó en la ciudad de Los Ángeles en 2007 por las actrices y músicas Kate Micucci y Riki Lindhome. Dos años después, su canción "Fuck You" fue utilizada en un episodio de la serie médica Scrubs y el dúo registró una aparición en The Jay Leno Show para interpretar el tema "Year End Letter". Después de ser invitadas a varios shows de televisión y de grabar algunas canciones, en 2011 publicaron su álbum debut, All Over Your Face, seguido de Slippery When Moist (2012) y Secretions (2015). Varios de sus temas han sido usados en diversas series de televisión y películas, como The Big Bang Theory, The Lego Movie, Another Period, Wainy Days y The Half Hour.

## Discografía

### Álbumes de estudio
| Título              | Detalles | Posición máxima en listas | Posición máxima en listas |
| Título              | Detalles | EE.UU. Comedy             | EE.UU. Heatseekers        |
| ------------------- | --- | ------------------------- | ------------------------- |
| All Over Your Face  | - Lanzamiento: 1 de febrero de 2011 - Discográfica: Independiente - Formatos: CD, descarga digital           | 4                         | —                         |
| Slippery When Moist | - Lanzamiento: 21 de febrero de 2012 - Discográfica: Independiente - Formatos: CD, descarga digital          | 1                         | 17                        |
| Secretions          | - Lanzamiento: 10 de septiembre de 2015 - Discográfica: No One Buys Records - Formatos: CD, descarga digital | 2                         | 20                        |

### EP
| Título      | Detalles                                                                                         |
| ----------- | ------------------------------------------------------------------------------------------------ |
| Music Songs | - Lanzamiento: 1 de enero de 2009 - Discográfica: Independiente - Formatos: CD, descarga digital |